# Вулиця Академіка Володимира Гнатюка (Тернопіль)
Вулиця Академіка Володимира Гнатюка — вулиця в мікрорайоні «Новий світ» міста Тернополя. Названа на честь українського етнографа, фольклориста, мовознавця, літературознавця, мистецтвознавця, перекладача та громадського діяча Володимира Гнатюка.

## Відомості
Розпочинається від вулиці За Рудкою, пролягає на північ, закінчується неподалік вулиці Полковника Данила Нечая. На вулиці розташовані як приватні будинки, так і багатоповерхівки.

## Дотичні вулиці
Лівобічні: Рівна, Ясна